# Frisii
Die Frisii waren ein germanischer Stamm, der in der Antike einen großen Teil des heutigen Niederlands und die nordwestlichsten Teile Deutschlands bewohnte.

## Namensherkunft
Die Etymologie von "Frisii" ist unklar, und es wurden verschiedene Hypothesen vorgebracht. Es wurde eine Verbindung zum Urgermanischen *fraisō hergestellt, was "Gefahr, Bedrohung" bedeutet, vergleichbar mit dem Altniederländischen "frēsa" und dem Niederländischen "vrees" mit der Bedeutung "Angst". In diesem Fall könnte der Stammesname als "die zu fürchten sind" übersetzt werden. Alternativ könnte das Wort mit dem urgermanischen *frisaz (lockigen Haaren, Englisch: "frizzle") in Verbindung gebracht werden, was dazu führen würde, dass der Stammesname "die Lockigen" bedeutet. Andere Erklärungen versuchen eine Verbindung zum Urgermanischen *frijaz herzustellen, was "frei" oder "ungebunden" bedeutet.

## Stammesstruktur und assoziierte Stämme
Der Stamm scheint in die Frisii Maiores, die zahlreicher waren und östlich des Lacus Flevo lebten, und die weniger zahlreichen Frisii Minores, die westlich davon lebten, unterteilt gewesen zu sein. Es ist möglich, dass die ähnlich benannten Frisiavonen, die im Süden der Niederlande lebten, einen Teil der Frisii darstellen, die hinter dem römischen Limes lebten. Tacitus schrieb, dass die Chauken als Abzweigung der Frisii entstanden. 

## Sprache
Es sind keine bekannten schriftlichen Quellen für die Sprache der Frisii vorhanden. Der Linguist Elmar Seebold hielt es für wahrscheinlich, dass die Frisii eine rheinwesergermanische Sprache sprachen, die dem Altniederfränkischen verwandt war. Basierend auf keltischen Elementen in den Beschreibungen der Frisii, wie zum Beispiel den Namen einiger ihrer Könige, und Gewässernamen innerhalb ihres vermeintlichen Territoriums, scheint es plausibel, dass zu einem bestimmten Zeitpunkt ein keltisches Substrat vorhanden war.

## Erwähnungen in klassischen Quellen

### Plinius
Die erste Erwähnung der Friesen stammt von Plinius dem Älteren und steht in Zusammenhang mit den Drusus-Feldzügen (12 bis 8 v. Chr.). Plinius interpretiert das Rheindelta als aus „Inseln“ innerhalb des Flusses bestehend. In diesem Zusammenhang bemerkt er: „[...] die bemerkenswerteste Insel ist die der Bataver und Cananefaten, die fast hundert Meilen lang ist, und andere sind die der Frisii, Chauci, Frisiavones, Sturii und Marsacii.“
Das zweite Mal, wenn Plinius die „Frisii“ erwähnt, tut er dies, während er eine Heilpflanze beschreibt. Er beschreibt, wie das römische Lager, das sich innerhalb des Gebiets der damals verbündeten Frisii befand, nur eine einzige Wasserquelle hatte. Laut Plinius verursachte das Wasser „den Zahnverlust und das Versagen der Kniegelenke innerhalb von zwei Jahren“. Um dies zu beheben, folgten die römischen Ärzte dem Rat, den ihnen die Frisii gaben, und verwendeten eine Pflanze namens „Britannica“.

### Tacitus
In De origine et situ Germanorum positioniert Tacitus (ca. 58–120 n. Chr.) die Frisii westlich der Angrivarii und Chamaven. Er beschreibt, wie der Stamm in zwei ungleich große Teile aufgeteilt ist, aber dass ihr Territorium sich vom Rhein bis zur Küste der Nordsee erstreckt. Er schreibt, dass die Frisii entlang großer Seen und Wasserwege leben, die von der römischen Flotte frequentiert werden. Er beschreibt die Chauken als eine Abspaltung der Frisii, die um die Ems herum lebten.
In seinen Annales beschreibt Tacitus einen gescheiterten Aufstand der Frisii. Tacitus gibt den Römern die Schuld an diesem Aufstand, da sie vom Stamm eine unangemessene Tribute gefordert hatten. Laut Tacitus waren die Frisii zuvor einem moderaten Tribut entsprechend ihrer Möglichkeiten unterworfen worden, der von Drusus ausgehandelt worden war und sie verpflichtete, Rinderhäute für das römische Militär zu liefern. Ein römischer Zenturio namens Olennius, der als Verbindungsmann zu den Frisii diente, änderte dann die Bedingungen und verlangte Häute von Auerochsen anstelle der kleineren Hausrinder. Die Frisii setzten ihre Herden und ihr Territorium als Pfand ein und gaben ihre Frauen und Kinder in die Knechtschaft, bevor sie schließlich gegen die Römer rebellierten, indem sie die römische Abteilung töteten, die gekommen war, um den Tribut einzutreiben. Olennius floh nach Flevum, einer Festung an der Küste, die dann von den Frisii belagert wurde. Als der Proprätor von Germania Inferior, Lucius Apronius, von der Revolte erfuhr, mobilisierte er Legionärveteranen und Hilfstruppen aus Germania Superior und hob die Belagerung auf. Die Römer versuchten dann, eine offene Schlacht im Gebiet der Frisii zu erzwingen, die sie gewannen, jedoch hohe Verluste erlitten. Tacitus berichtet, dass Tiberius nach der Schlacht versuchte, die Verluste der Römer geheim zu halten, während die Schlacht die Frisii angeblich in Germania berühmt machte.
Die Frisii werden das nächste Mal im Jahr 54 erwähnt, als sie leeres, für römische Legionäre vorgesehenes Land in der Nähe des Rheins besetzten, das unter römischer Kontrolle stand. Die Römer versuchten, sie zum Verlassen zu überreden, und luden sogar zwei friesische Könige (Verritus und Malorix) nach Rom ein, um Nero zu treffen, der sie zu römischen Bürgern machte und dann anwies, ihre Stammesangehörigen in ihre früheren Länder zurückzuschicken. Die Frisii lehnten ab, woraufhin eine römische Militärstreitmacht sie zwang und jeden tötete, der Widerstand leistete.

### Panegyrici Latini
Die Frisii wurden zuletzt im Jahr 296 n. Chr. in den anonymen "Panegyrici Latini" erwähnt, in denen beschrieben wird, dass der Kaiser Constantius Chlorus sie besiegte und dann zwangsweise im Römischen Reich umsiedelte. Archäologische Beweise deuten darauf hin, dass die Frisii nach Flandern und in die Gegend um Kent in Britannien umgesiedelt wurden.

## Beziehung zwischen Frisii und Friesen
Die Frisii verschwinden nach dem 3. Jahrhundert aus den historischen Aufzeichnungen, und es wird allgemein angenommen, dass diejenigen, die noch in der Nähe des Rheins lebten, sich der späteren fränkischen Konföderation angeschlossen haben oder deren Kern bildeten. Das Verschwinden der Frisii aus den antiken Quellen fällt mit Klimaveränderungen und steigenden Meeresspiegeln entlang der Nordseeküste zusammen, die ihr traditionelles Gebiet weitgehend unbewohnbar gemacht hätten.
Der historische Konsens besagt, dass fränkische Schreiber entweder den alten Stammesnamen wiederverwendeten, als im 5. und 6. Jahrhundert neue Siedler aus der Jütland-Halbinsel ankamen, oder dass Frisia weiterhin in einem geografischen Sinne verwendet wurde und diesen Neuankömmlingen anschließend seinen Namen gab. Diese Siedler aus dem 5. und 6. Jahrhundert können als die direkten (kulturellen und sprachlichen) Vorfahren der modernen Friesen angesehen werden.